# 趙邕
趙 邕（ちょう よう、生年不詳 - 525年）は、北魏の官僚。
字は令和。本貫は南陽郡。

## 経歴
趙怡の子として生まれた。少年の頃、司空の李沖の家に出入りして、雑役をつとめ、李沖の諸子の遊び相手となった。太和年間、孝文帝の側近に仕えて、殿中監に上った。宣武帝が即位し、親政するようになっても、引き続き殿中監の任にあった。殿中監のまま、殿中将軍に上った。
宣武帝が外出するたびに、趙脩が常侍・侍中として陪乗し、趙邕が兼奉車都尉として轡を執ったため、当時の人に「二趙」と称された。南陽郡の出身だったことから、給事中・南陽郡中正に任じられたが、父が荊州大中正の任にあったために辞任した。長兼散騎侍郎・領左右・直長となり、禁中に出入りした。さらに荊州大中正の任を受けた。
宣武帝が死去すると、趙邕は給事黄門を兼ね、まもなく太府卿に転じた。平北将軍・幽州刺史として出向し、州では収奪をほしいままにした。范陽の盧氏との婚姻を求め、娘の父が早くに亡くなっていたため、娘の叔父の許可を得たが、娘の母が許さなかった。この母は北平の陽氏の家に娘を匿ったため、趙邕は陽叔を拷問して死に至らしめた。陽氏が冤罪を訴えたため、朝廷は中散大夫の孫景安を派遣して事情を調べさせ、趙邕は死罪に相当するとされたが、赦免を得て、官爵の剥奪にとどまった。525年（孝昌元年）、死去した。

## 伝記資料
- 『魏書』巻93 列伝第81
- 『北史』巻92 列伝第80